# Podismopsis
Podismopsis är ett släkte av insekter. Podismopsis ingår i familjen gräshoppor.

## Dottertaxa tillPodismopsis, i alfabetisk ordning[1]
- Podismopsis altaica
- Podismopsis amplipennis
- Podismopsis angustipennis
- Podismopsis brachycaudata
- Podismopsis dolichocerca
- Podismopsis frontalis
- Podismopsis gelida
- Podismopsis genicularibus
- Podismopsis goidanichi
- Podismopsis gynaemorpha
- Podismopsis humengensis
- Podismopsis insularis
- Podismopsis jacuta
- Podismopsis juxtapennis
- Podismopsis keisti
- Podismopsis konakovi
- Podismopsis litangensis
- Podismopsis maximpennis
- Podismopsis mongolica
- Podismopsis mudanjiangensis
- Podismopsis planicaudata
- Podismopsis poppiusi
- Podismopsis quadrasonita
- Podismopsis relicta
- Podismopsis shareiensis
- Podismopsis silvestrii
- Podismopsis silvestris
- Podismopsis sinucarinata
- Podismopsis styriaca
- Podismopsis transsylvanica
- Podismopsis tumenlingensis
- Podismopsis ussuriensis
- Podismopsis viridis
- Podismopsis yurii